# Pravdomil Svoboda
Pravdomil Svoboda ( 1908 - 1978 ) fue un botánico, fitogeógrafo checo.

## Algunas publicaciones

### Libros
- 1940. Podnebí lesních porostů a jeho ovlivňování pěstebními zásahy (Bosque de clima y su creciente influencia, intervenciones). 71 pp.
- 1952. Život lesa (Bosque Animado). Vol. 2 de (Lesnická Knihovna. Velká Řada)Ed. Brazda. 894 pp.
- 1956. Lesní dřeviny a jejich porosty (Los árboles forestales y sus stands). 204 pp.
- 1963. Arboretum Peklov: Seznam dřevin 1963. 90 pp.
- 1964. Fytocenologie. Učební texty vys. škol. Ed. SPN. 265 pp.
- pravdomil Svoboda, jozef Pagan. 1966. Lesnícka dendrológia. 392 pp.
- 1966. Las más bellas rosas. De la naturaleza. Ed. Queromón. 134 pp.
- 1971. Krajinárstvo 1. Vol. 10; Vol. de Dočasné vysokoškolské učebnice. 323 pp.

- La abreviatura «Svoboda» se emplea para indicar a Pravdomil Svoboda como autoridad en la descripción y clasificación científica de los vegetales.[1]